# (26170) Kazuhiko
(26170) Kazuhiko (1996 BH2) – planetoida z pasa głównego asteroid okrążająca Słońce w ciągu 4,19 lat w średniej odległości 2,6 j.a. Odkryta 24 stycznia 1996 roku.